# Томас, Эллен (учёная)
Эллен Томас (англ. Ellen Thomas; род. 1950, Хенгело, Оверэйссел) — голландский учёный-эколог и геолог, специалист по морской микропалеонтологии и палеоокеанографии. Доктор философии (1979). Старший научно-исследовательский сотрудник Йеля, кафедры геологии и геофизики. Профессор Уэслианского университета, исследовательский ассоциат Музея естественной истории (Нью-Йорк). Отмечена Maurice Ewing Medal (2012).
Известна как лауреат BBVA Frontiers of Knowledge Award in Climate Change (2022) и высокоцитируемый автор научных публикаций.

## Биография
В старших классах школы интересовалась химией и биологией.
В Утрехтском университете получила степени бакалавра наук о Земле, магистра наук MSc и доктора философии. Вспоминала, что когда ей там в 1968 году сказали, что женщины «не изучают геологию», — этого оказалось достаточным, чтобы она решила заняться именно оной. С 1979 года в США. В 1990-е годы сотрудничала с Николасом Шеклтоном в Кембридже.
Автор большого количества наиболее значительных работ по PETM. Специалист по фораминиферам.
Исследовала изменения климата по отложениям фораминиферы, первой обнаружила последствия Палеоцен-эоценового термического максимума,, за что получила медаль Американского геологического общества.
В 2018 году читала лекции в Tsaihwa «James» Chow Lecture.
В 2015—2019 годах шеф-редактор научного журнала Paleoceanography, в 2012—2015 годах редактор Geology.
Феллоу[уточнить] Американской ассоциации содействия развитию науки (2011), AGU (2012) и GSA (2019). Отмечена Joseph A. Cushman Award (2020) и Brady Medal (2016), а также Association for Women Geoscientists Professional Excellence Award (2013) и Wesleyan Prize for Excellence in Research (2021).

## Семья
Супруг — её коллега Joop Varekamp; они познакомились ещё в студенческие годы. Двое детей.